# Leboulin
Leboulin é uma comuna francesa na região administrativa de Occitânia, no departamento de Gers. Estende-se por uma área de 8,91 km². Em 2010 a comuna tinha 358 habitantes (densidade: 40,2 hab./km²).